# 日本ケミカル荷役
日本ケミカル荷役株式会社（にほんケミカルにやく）とは、かつて存在した神奈川県横浜市に本社を置く、日本通運グループの倉庫・運輸関連業を行う会社である（日本通運の孫会社であった）。

## 概要
化学薬品や油脂類などの液体貨物の運輸・保管、タンクやパイプラインのメンテナンス、産業廃棄物の収集・運送などを主な事業としていた。
また、タンク・パイプライン関連の工事も行っており、タンクや配管設備を新規に建設する際の設計・施工や、現存するタンク設備への防災設備の設置なども事業の一つとしていた。

## 沿革
- 1970年（昭和45年）7月1日 ‐ 会社設立。
- 1999年（平成11年） ‐ 日本ガテックス（現：日本ヴォパック）の子会社になる。
- 2016年（平成28年）6月1日 - 日本ヴォパックに吸収合併される[3][4]（同日、日本ヴォパックはセントラル・タンクターミナルに社名変更）。

## 主な事業所
- 本社、荷役作業部、購買・調達部、工事部、管理部
〒230-0035 横浜市鶴見区安善町2-3
- 川崎オペレーションセンター
〒210-0865 川崎市川崎区千鳥町2-2
- 横浜オペレーションセンター
〒230-0035 横浜市鶴見区安善町2-3
- 名古屋オペレーションセンター
〒455-0028 名古屋市港区潮見町37-7
- 神戸オペレーションセンター
〒653-0044 神戸市長田区南駒栄町1-43
- 門司オペレーションセンター
〒801-0884 北九州市門司区瀬戸町2-1